# تان زونگلیانگ
تان زونگلیانگ (انگلیسی: Tan Zongliang؛ زادهٔ ۲۹ نوامبر ۱۹۷۱) ورزشکار ورزش تیراندازی اهل چین است. وی در مسابقات کشوری و بین‌المللی در مجموع برندهٔ ۱ مدال نقره شده‌است.